# Briše pri Polhovem Gradcu
Briše pri Polhovem Gradcu je naselje v Občini Dobrova-Polhov Gradec.
Vasica je le dober kilometer oddaljena od Polhovega Gradca v smeri proti Gorenji vasi. Sredi vasi stoji kapelica sv. Treh kraljev ki so hkrati tudi zavetniki briške podružnične cerkve. Vasica se ponaša z izredno dejavnim turističnim društvom. Društvo je najbrž najbolj poznano po organizaciji turistične prireditve Dan pod Lovrencem. V okviru društva pa delujejo tudi trije pevski zbori; ženski pevski zbor Danica, moški zbor in otroški ansambel Zvončki.